# کانگ شین هیو
کانگ شین هیو (کره‌ای: 강신효؛ زادهٔ ۱۳ اوت ۱۹۸۹) بازیگر اهل کره جنوبی است.
از فیلم‌ها یا برنامه‌های تلویزیونی که وی در آن نقش داشته‌است می‌توان به شش اژدهای پرنده اشاره کرد.

## فیلم‌شناسی

### فیلم
| سال  | عنوان                  | نقش          |
| ---- | ---------------------- | ------------ |
| ۲۰۱۳ | رمان روسی              | شین هیو      |
| ۲۰۱۳ | بازی خشن               | وو گون       |
| ۲۰۱۵ | نوع پرندگان            | شکارچی جوان  |
| ۲۰۱۵ | متاسفم، عاشقتم، متشکرم | لی جونگ هیوک |
| ۲۰۱۵ | برف تابستانی           | بازیگر       |